# National Hot Rod Association

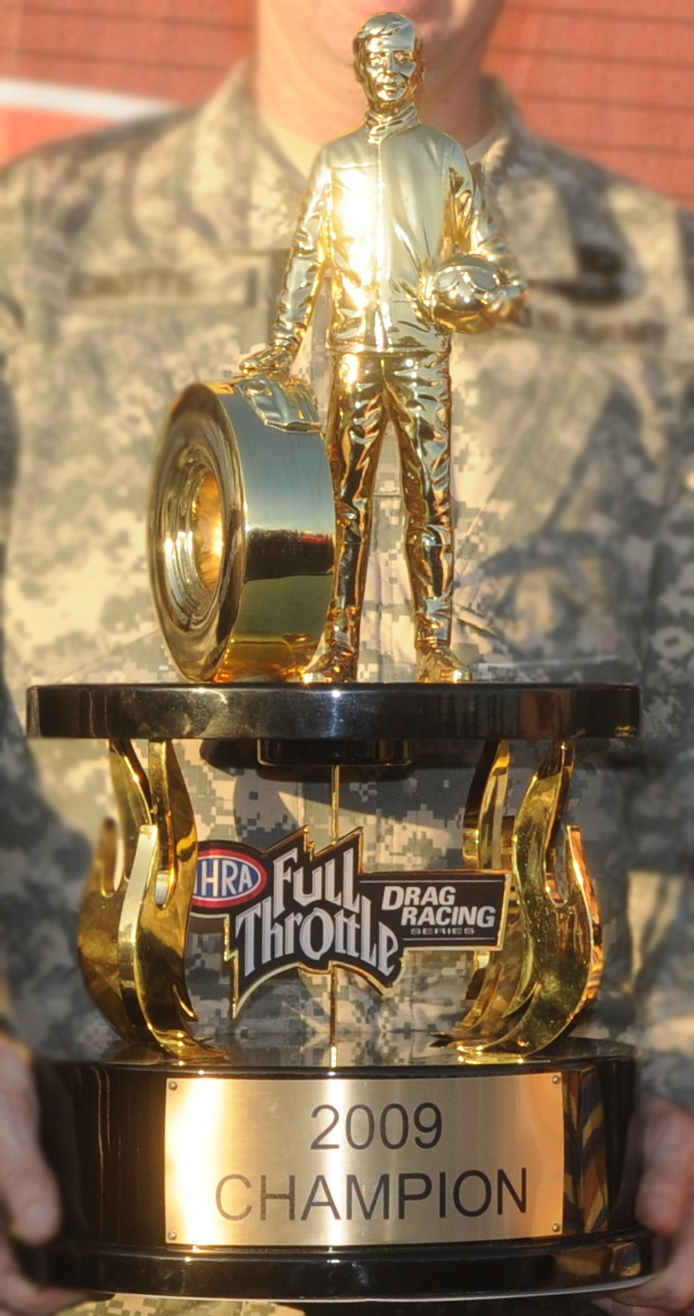
Trofeo al campeón 2009 de la clase Top Fuel de la National Hot Rod Association

La National Hot Rod Association (NHRA) es el principal ente rector de las carreras de aceleración (automovilismo) de Estados Unidos. La asociación fue fundada por Wally Parks en California en el año 1951, con el objetivo de realizar dichos eventos en un entorno seguro y con reglamentos técnicos bien definidos. La NHRA forma parte desde el año 1965 del Automobile Competition Committee for the United States, el representante de Estados Unidos ante la Federación Internacional del Automóvil.
El primer evento fiscalizado por la NHRA se realizó en el año 1953. El Campeonato Nacional, luego denominado U.S. Nationals, se comenzó a disputar en 1955. En 1961 se disputó el segundo evento nacional, los Winternationals en Pomona (California). En 1965 se añadieron dos eventos nacionales, los Springnationals y las Finales. El segundo de ellos reunía a los mejores competidores de cada división, y coronaba a los campeones nacionales.
La NHRA Championship Drag Racing Series es el campeonato profesional de la NHRA, y se comenzó a disputar en el año 1974 comprendiendo los eventos nacionales, incluyendo los U.S. Nationals y las Finales. El campeonato ha tenido varios patrocinadores titulares: Winston desde 1971 hasta 2001, Powerade entre 2002 y 2008, Full Throttle desde 2009 hasta 2012, y Mello Yello a partir de 2013.
Se compone de cuatro clases: Top Fuel Dragsters, Funny Cars, Pro Stock y Pro Stock Motorcycles, iniciadas en 1965, 1966, 1970 y 1987. Los Top Fuel y Funny Cars superan las 300 mph en la línea de meta, y recorrían el cuarto de milla (402 metros) en menos de 5 segundos. En 2008, la distancia de carrera se redujo a 1000 pies (305 metros). Por su parte, los Pro Stock y las Pro Stock Motorcycles recorren el cuarto de milla en menos de 7 segundos, superando los 300 km/h en la línea de meta.
La NHRA Sportsman Drag Racing Series es una serie de eventos semiprofesionales que comprenden numerosas clases. Participan en los eventos nacionales, y también en siete divisiones: Noreste, Sudeste, Centro Norte, Centro Sur, Centro Oeste, Noroeste y Pacífico.

## Campeones
| Año  | Top Fuel          | Funny Car       | Pro Stock            | Pro Stock Motorcycle |
| ---- | ----------------- | --------------- | -------------------- | -------------------- |
| 1974 | Gary Beck         | Shirl Greer     | Bob Glidden          | -                    |
| 1975 | Don Garlits       | Don Prudhomme   | Bob Glidden          | -                    |
| 1976 | Richard Tharp     | Don Prudhomme   | Larry Lombardo       | -                    |
| 1977 | Shirley Muldowney | Don Prudhomme   | Don Nicholson        | -                    |
| 1978 | Kelly Brown       | Don Prudhomme   | Bob Glidden          | -                    |
| 1979 | Rob Bruins        | Raymond Beadle  | Bob Glidden          | -                    |
| 1980 | Shirley Muldowney | Raymond Beadle  | Bob Glidden          | -                    |
| 1981 | Jeb Allen         | Raymond Beadle  | Lee Shepherd         | -                    |
| 1982 | Shirley Muldowney | Frank Hawley    | Lee Shepherd         | -                    |
| 1983 | Gary Beck         | Frank Hawley    | Lee Shepherd         | -                    |
| 1984 | Joe Amato         | Mark Oswald     | Lee Shepherd         | -                    |
| 1985 | Don Garlits       | Kenny Bernstein | Bob Glidden          | -                    |
| 1986 | Don Garlits       | Kenny Bernstein | Bob Glidden          | -                    |
| 1987 | Dick LaHaie       | Kenny Bernstein | Bob Glidden          | Dave Schultz         |
| 1988 | Joe Amato         | Kenny Bernstein | Bob Glidden          | Dave Schultz         |
| 1989 | Gary Ormsby       | Bruce Larson    | Bob Glidden          | John Mafaro          |
| 1990 | Joe Amato         | John Force      | Darrell Alderman     | John Myers           |
| 1991 | Joe Amato         | John Force      | Darrell Alderman     | Dave Schultz         |
| 1992 | Joe Amato         | Cruz Pedregon   | Warren Johnson       | John Myers           |
| 1993 | Eddie Hill        | John Force      | Warren Johnson       | Dave Schultz         |
| 1994 | Scott Kalitta     | John Force      | Darrell Alderman     | Dave Schultz         |
| 1995 | Scott Kalitta     | John Force      | Warren Johnson       | John Myers           |
| 1996 | Kenny Bernstein   | John Force      | Jim Yates            | Dave Schultz         |
| 1997 | Gary Scelzi       | John Force      | Jim Yates            | Matt Hines           |
| 1998 | Gary Scelzi       | John Force      | Warren Johnson       | Matt Hines           |
| 1999 | Tony Schumacher   | John Force      | Warren Johnson       | Matt Hines           |
| 2000 | Gary Scelzi       | John Force      | Jeg Coughlin Jr.     | Angelle Sampey       |
| 2001 | Kenny Bernstein   | John Force      | Warren Johnson       | Angelle Sampey       |
| 2002 | Larry Dixon       | John Force      | Jeg Coughlin Jr.     | Angelle Sampey       |
| 2003 | Larry Dixon       | Tony Pedregon   | Greg Anderson        | Geno Scali           |
| 2004 | Tony Schumacher   | John Force      | Greg Anderson        | Andrew Hines         |
| 2005 | Tony Schumacher   | Gary Scelzi     | Greg Anderson        | Andrew Hines         |
| 2006 | Tony Schumacher   | John Force      | Jason Line           | Andrew Hines         |
| 2007 | Tony Schumacher   | Tony Pedregon   | Jeg Coughlin Jr.     | Matt Smith           |
| 2008 | Tony Schumacher   | Cruz Pedregon   | Jeg Coughlin Jr.     | Eddie Krawiec        |
| 2009 | Tony Schumacher   | Robert Hight    | Mike Edwards         | Hector Arana         |
| 2010 | Larry Dixon       | John Force      | Greg Anderson        | Louis Earl Tonglet   |
| 2011 | Del Worsham       | Matt Hagan      | Jason Line           | Eddie Krawiec        |
| 2012 | Antron Brown      | Jack Beckman    | Allen Johnson        | Eddie Krawiec        |
| 2013 | Shawn Langdon     | John Force      | Jeg Coughlin Jr.     | Matt Smith           |
| 2014 | Tony Schumacher   | Matt Hagan      | Erica Enders-Stevens | Andrew Hines         |
| 2015 | Antron Brown      | Del Worsham     | Erica Enders-Stevens | Andrew Hines         |
| 2016 | Antron Brown      | Ron Capps       | Jason Line           | Jerry Savoie         |
| 2017 | Brittany Force    | Robert Hight    | Bo Butner            | Eddie Krawiec        |

## Pilotos destacados

### Top Fuel
| Piloto           | Tïtulos | Victorias |
| ---------------- | ------- | --------- |
| Tony Schumacher  | 8       | 82        |
| Larry Dixon      | 3       | 62        |
| Joe Amato        | 5       | 52        |
| Antron Brown     | 3       | 45        |
| Doug Kalitta     | 0       | 42        |
| Kenny Bernstein  | 2       | 39        |
| Don Garlits      | 3       | 35        |
| Cory McClenathan | 0       | 34        |
| Gary Scelzi      | 3       | 25        |
| Gary Beck        | 2       | 19        |

### Funny Cars
| Piloto          | Títulos | Victorias |
| --------------- | ------- | --------- |
| John Force      | 15      | 150       |
| Ron Capps       | 1       | 49        |
| Tony Pedregon   | 2       | 43        |
| Robert Hight    | 2       | 37        |
| Don Prudhomme   | 4       | 35        |
| Cruz Pedregon   | 2       | 35        |
| Del Worsham     | 1       | 31        |
| Kenny Bernstein | 4       | 30        |
| Jack Beckman    | 1       | 24        |
| Matt Hagan      | 2       | 22        |
| Whit Bazemore   | 0       | 20        |
| Mark Oswald     | 1       | 18        |